# Śnieg przemysłowy
Śnieg przemysłowy – opad atmosferyczny w postaci śniegu, pochodzący z chmury powstałej na skutek działalności człowieka. Opady takie nie są obfite i mają bardzo lokalny zasięg.

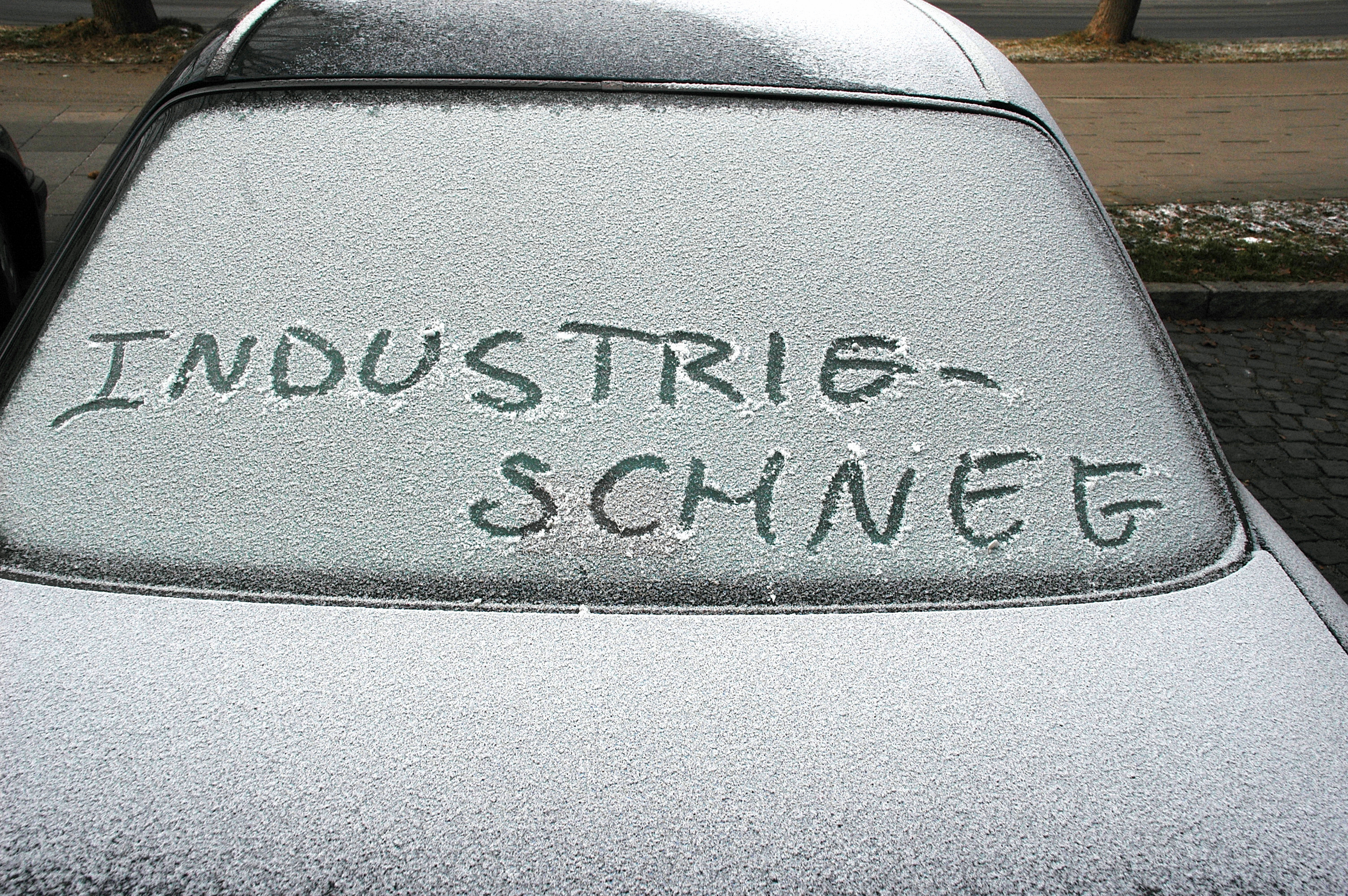
cienka warstwa śniegu przemysłowego na samochodzie

Śnieg przemysłowy pojawia się w pobliżu zakładów przemysłowych, których produktem ubocznym jest para wodna (m.in. elektrownie, zakłady papiernicze, browary, zakłady azotowe). W Niemczech zjawisko takie nazywane jest również śniegiem piwnym z powodu występowania głównie w pobliżu dużych browarów, w Kanadzie śniegiem rafineryjnym.
Wydostająca się z kominów lub chłodni kominowych do atmosfery para wodna skrapla się na cząsteczkach pyłów, które często towarzyszą obszarom przemysłowym i przy niewielkim ruchu powietrza oraz niskiej temperaturze ta wodno-pyłowa mieszanka ulega szybkiemu schłodzeniu co wywołuje opad w postaci śniegu. Chmura (Homogenitus) powstała na skutek działalności człowieka może również ulec resublimacji, czyli przejściu bezpośrednio w kryształki lodu a następnie opaść w formie śniegu. W związku z tym, że śnieg przemysłowy tworzy się na bardzo małych wysokościach jego płatki nie są w stanie wytworzyć większych i skomplikowanych form jak w przypadku śniegu z chmur wysokich, dlatego śnieg przemysłowy jest drobny i ziarnisty, często bardziej przypominający pył niż śnieg.